# Dryadaula trapezoides
Dryadaula trapezoides is een vlinder uit de familie Dryadaulidae. De wetenschappelijke naam van deze soort is voor het eerst voorgesteld als Tinea trapezoides door Edward Meyrick in een publicatie uit 1935.
De soort komt voor in Japan.